# جاكنجير أغاراغيموف
جاكنجير أغاراغيموف Djakhangir Agaragimov لاعب شطرنج أذربيجاني يحمل لقب أستاذ كبير.
- ولد في 15 ديسمبر 1986.
- حصل على لقب أستاذ كبير في 2014.
- وهو من لاعبو الشطرنج القلائل الذين حصلوا على لقب أستاذ كبير دون الحصول على لقب أستاذ دولي.

## وصلات خارجية
- جاكنجير أغاراغيموف على موقع الاتحاد الدولي للشطرنج (الإنجليزية)
- جاكنجير أغاراغيموف على موقع مباريات الشطرنج (الإنجليزية)
- جاكنجير أغاراغيموف على موقع 365Chess.com (الإنجليزية)
- جاكنجير أغاراغيموف على موقع Chesstempo.com (الإنجليزية)